# Đurđekovec
Đurđekovec település Horvátországban, Zágráb főváros Szeszvete városnegyedében. Közigazgatásilag a fővároshoz tartozik.

## Fekvése
Zágráb városközpontjától légvonalban 12, közúton 17 km-re északkeletre, a Medvednica-hegység keleti részének déli lejtőin, a Srednjak-patak bal partján, a Máriabesztercére menő régi út mentén fekszik.

## Története
A település valószínűleg a 18. század végén, vagy a 19. század elején keletkezett.
A második katonai felmérés térképén „Gjurgjekovec” néven található. Lipszky János 1808-ban Budán kiadott repertóriumában „Gyurgyekovczi” néven szerepel. Nagy Lajos 1829-ben kiadott művében „Gyurgyekovecz” néven 22 házzal, 213 katolikus vallású lakossal találjuk.
A településnek 1857-ben 199, 1910-ben 379 lakosa volt. Zágráb vármegye Zágrábi járásához tartozott. 1941 és 1945 között a Független Horvát Állam része volt, majd a szocialista Jugoszlávia fennhatósága alá került. 1991-től a független Horvátország része. 1991-ben lakosságának 96%-a horvát nemzetiségű volt. A településnek 2011-ben 778 lakosa volt.

## Népessége
| Lakosság változása | Lakosság változása | Lakosság változása | Lakosság változása | Lakosság változása | Lakosság változása | Lakosság változása | Lakosság változása | Lakosság változása | Lakosság változása | Lakosság változása | Lakosság változása | Lakosság változása | Lakosság változása | Lakosság változása | Lakosság változása |
| ------------------ | ------------------ | ------------------ | ------------------ | ------------------ | ------------------ | ------------------ | ------------------ | ------------------ | ------------------ | ------------------ | ------------------ | ------------------ | ------------------ | ------------------ | ------------------ |
| 1857               | 1869               | 1880               | 1890               | 1900               | 1910               | 1921               | 1931               | 1948               | 1953               | 1961               | 1971               | 1981               | 1991               | 2001               | 2011               |
| 199                | 231                | 248                | 298                | 327                | 379                | 407                | 411                | 409                | 387                | 359                | 420                | 516                | 593                | 718                | 778                |

## Nevezetességei
Đurđekovec és Paruževina között, Szeszvetétől mintegy 5 km-re északra, a Kašina-patak völgyében található a Gradišče régészeti lelőhely. A helyszíni bejárás során a szakemberek itt nagy mennyiségű ókori építőanyag maradványait találtak, köztük sok római téglatöredékeket és számos kerámiatöredéket. Az építési törmelékben számos faltöredéket is találtak freskómaradványokkal és a padlófűtés elemeivel. A lelőhely északnyugati része kb. 80 cm-rel magasabb a környező területnél, ami egy késő ókori nagyobb épület létezését jelzi.